# يوشيوكي ساداموتو
يوشيوكي ساداموتو (貞本 義行 Sadamoto Yoshiyuki، ولد 29 يناير 1962 في توكوياما (الآن شونان)، محافظة ياماغوتشي، اليابان) هو مصمم شخصيات، ورسام مانغا ياباني، وأحد الأعضاء المؤسسين لاستوديو الأنمي غايناكس. قبل إنشاء الاستوديو تحت مسماه الرسمي (كان يسمى سابقاً دايكون فيلم)، عمل ساداموتو كمحرك في مشروع التحريك الثاني، أغنية البداية لدايكون IV. مهمته الأولى كمصمم شخصيات في غايناكس كانت في قوات الفضاء الملكية: أجنحة هونياميسه، الذي أُصدر عام 1987. عمل أيضاً كمحرك في غن بستر وناديا: سر المياه الزرقاء، وعاد إلى هذا التخصص من أجل الحلقة الأولى من داي بستر (يعرف أيضاً باسم غن بستر 2 أو توب أو نيراي! 2). ساداموتو هو مصمم الشخصيات لأشهر مسلسلات الأنمي من غايناكس، نيون جينيسيس إيفانجيليون، وكذلك كاتب نسخة المانغا منه (التي كانت أول مانغا طويلة النشر لساداموتو).
بالإضافة إلى عمله على نيون جينيسيس إيفانجيليون، قام ساداموتو بتصميم الشخصيات في ناديا، FLCL، .هاك//ساين، داي بستر، الفتاة التي قفزت عبر الزمن، وحروب الصيف. كتابه الفني الأول بعنوان ألفا، الذي يقدم مجموعة من الرسوم من ساداموتو التي قدمت قبل إيفانجيليون (مثل ناديا وأجنحة هونياميسه).
في 2003، نشرت فيز مجموعة من أعماله، بعنوان دير موند (ألمانية من «القمر»). كتب ساداموتو الفنية تتضمن بعض أعمال ساداموتو هي داي ستيرن (ألمانية من «النجوم») وأساس FLCL.
ساداموتو هو أيضاً كاتب مانغا قصيرة بعنوان الطريق 20 المستمدة من مشروع أنمي ملغى. وهو أيضاً كاتب سلسلتي مانغا بفصل واحد، عمل قذر ونظام الرومانسية. يعمل ساداموتو حالياً كمساعد مؤلف ومصمم شخصيات لسلسلة ألعاب .هاك.
عمل ساداموتو أيضاً كرسام لغلاف ألبوم إريك كلابتون، الحج.
وفقاً لياسوو أوتسكا، الذي وجه ساداموتو كوافد جديد، هنالك فقط ثلاث اعتبرهم أكثر مهارة منه نفسه من بين الذين التقاهم أثناء عمله، وكان ساداموتو واحداً منهم. الاثنان الآخران هما ساداو تسوكيوكا، الذي صار مؤلفاً بصرياً، والمخرج الفائز بالأوسكار هاياو ميازاكي.
عندما التقى أوتسكا بهؤلاء الثلاثة، أحس بأن يخلع قبعته لثلاثتهم معاً. على أي حال، فهو يظن أن ميازاكي هو الوحيد الذي أتقن بشكل تام فن التحريك المتفوق بإخلاص. اعتقد، «شخص ممتاز جداً قد ييأس من العمل الجماعي».
في السنوات الأخيرة، ركز ساداموتو بشكل رئيسي على المانغا والأعمال الفنية. منذ بداية تسعينات القرن العشرين، تمثل عمله في مجال التحريك من تصميم الشخصيات والإشراف، إلا أن هذا قد يتغير بمشاركته في 2007 كمحرك أساسي في الحلقة 27 من تينغين توبّا غورين لاغان، ومشرف التحريك والمحرك الأساسي في إيفانجيليون: 1.0 أنت (غير) وحيد.

## وصلات خارجية
- مقابلة مع ساداموتو، ترجمت في أنيميركا في المجلد 6، الإصدار رقم 8
- مقابلة في دير موند
- ساداموتو يحكم في مسابقة توايلايت
- نقد ذا روز لـدير موند